# Milicija (SFRJ)
Narodna milicija (srp. Народна милиција; skraćeno NM, neformalno milicija) je bila organ Sekretarijata unutarnjih poslova (SUP), te državna organizacija SFR Jugoslavije za očuvanje unutarnjeg reda i mira.

## Povijest
Narodna je milicija osnovana u jeseni 1944. godine, tijekom Drugog svjetskog rata u Jugoslaviji na oslobođenim i poluoslobođenim područjima pri Narodnooslobodilačkim odborima (NOO) ili komandama mjesta. Tijekom Drugog svjetskog rata bila je poznata pod različitim nazivima: Partizanska straža, Seoska straža, Narodna zaštita i dr. 
Od 1944. godine nosila je naziv Narodna milicija, a od 1966. milicija. Zadatak milicije je bio da neposredno štiti živote građana, društvenu i osobnu imovinu, održava javni red i mir, javnu sigurnost, sprječava narušavanje javnog poretka, otkriva kaznena djela i njihove počinitelje, te osigurava izvršenje drugih poslova određenih zakonom ili propisima donesenim na osnovu zakona SFR Jugoslavije. 
Milicija je bila naoružana i opremljena potrebnim tehničkim sredstvima i uniformama. Organizacija Milicije i odgovornost njezinih radnika je bila usklađena s društvenim samoupravljanjem. Za razliku od oružanih snaga SFR Jugoslavije, čija je organizacija i nadležnost bila na području cjelokupne SFR Jugoslavije, Milicija je bila decentralizirana, na teritorijalnom principu i organizirana u organizacijsko-formacijske jedinice kako slijedi: odjeljenja, stanice, vodovi, čete, bataljuni, odredi i brigade. Milicija je u miru usko surađivala s organima i jedinicama Jugoslavenske narodne armije (JNA) i Vojne policije JNA. 
U slučaju rata je bila dio Teritorijalne obrane oružanih snaga SFR Jugoslavije.